# 群馬県立敷島公園県営陸上競技場
群馬県立敷島公園県営陸上競技場（ぐんまけんりつしきしまこうえんけんえいりくじょうきょうぎじょう）は、群馬県前橋市の群馬県立敷島公園内にある陸上競技場兼球技場。施設は群馬県が所有し、敷島パークマネジメントJV（代表団体：オリエンタルコンサルタンツ、構成団体：山梅造園土木、富士植木、シンコースポーツ）が指定管理者として運営管理を行っている。
なお、群馬県館林市に本社を置く醤油製造会社の正田醤油が命名権を取得しており、2008年6月から「正田醤油スタジアム群馬」（しょうだしょうゆスタジアムぐんま、略称「正田スタ」）の呼称を用いている（後述）。

## 施設概要
- 日本陸上競技連盟第1種公認[4]
- トラック：400m×9レーン[4]
- 天然芝ピッチ
- 照明設備：照明塔4基（2000年設置）
  - ザスパ草津が2005年からJリーグへ入会したため、芝生の張替え・拡張およびバックスタンドの座席化（2006年より使用）を実施した（この間の陸上競技記録会などはトラックのみを使用し、フィールド競技は隣接の補助トラックを使用した）。芝生の張替えに際しては、東京スタジアム補助グラウンド（アミノバイタルフィールド 調布市）が2005年度から人工芝グラウンドに変更されるのを機に、同グラウンドから芝生を調達して張り替えたという。
- 大型映像装置
  - 2013年11月に導入契約締結。2014年3月より使用開始。ソニー製でサイズは785型（縦8.0m×横18.24m、145.92m2）、輝度は6,000cd/m2、視野角は水平±70度である[2]。
  - 1999年に導入された磁気反転式電光掲示板は上記映像装置導入と同時に撤去。
- 収容人員：17,891人[1]。メインスタンド中央部はGUNMAの文字が入った個席。メインスタンドのその他、バックスタンド全席、サイドスタンド前部はベンチシート式座席（バックとサイドは木製座席）。サイドスタンド後部はコンクリートの立見席。

## 施設命名権
2008年の年初から群馬県は群馬県立敷島公園県営陸上競技場の施設命名権を「年額1,000万円以上、6年間」の条件で募集した。4月1日、群馬県は群馬県館林市に本社を置く正田醤油と命名権契約を行うことを決定し、5月に契約を締結した。契約期間は2年8ヶ月（2008年6月から2011年2月まで）、契約金額は年間700万円で「正田醤油スタジアム群馬」（略称「正田スタ」）の呼称を用いることとなった。
2011年2月、群馬県は正田醤油と命名権の契約を更新した。契約期間は3年（2011年3月から2014年2月）、契約金額は年間700万円。呼称は「正田醤油スタジアム群馬」である。
2014年2月、群馬県は正田醤油と命名権を更新した。呼称は「正田醤油スタジアム群馬」、契約期間は3年（2014年3月から2017年2月末まで）で、契約金額は年額720万円（消費税込）となった。
なお、命名権採用後は、基本的に上記の名称を使うことになっているが、クリーンスタジアム規定が適用される国際サッカー連盟及びアジアサッカー連盟主催の国際試合・大会（AFCチャンピオンズリーグなど）では、例外として正式名称を使用する。

## ザスパクサツ群馬主催試合
- 2012年4月15日の愛媛FC戦より、ゲート名が群馬県内の温泉地にちなんだものに変更されている。
  - 1ゲート - みなかみ温泉郷ゲート
  - 2ゲート - 伊香保温泉ゲート
  - 3ゲート - 四万温泉ゲート
  - メインゲート（関係者入口） - 草津温泉入口
- ザスパクサツ群馬主催試合では2006年-2008年はサイドスタンド芝生席は開放していなかった。このため、両サポーターの応援席は両バックスタンドの端だった。
- 2009年は芝生席を開放。メイン中央が指定席、メインの両サイド、バックスタンド及びホームゴール裏が自由席、アウェー側ゴール裏がアウェー芝生エリアとなった
- 2010年は再び芝生席を閉鎖することになったが、2010年の開幕直前に急遽ホーム側の芝生席をバックスタンド席と同じ料金(自由席)で開放することに変更した。
- 2014年より、ザスパクサツ群馬主催試合においては、バックスタンド側の広告看板のスペースにLED式の映像装置を設置し、動画による広告を行っている。また、ザスパクサツ群馬の得点が入った時は「GOAL!」の文字が表示される。

## スタジアム改修について
2011年、国際サッカー連盟（FIFA）基準に合わせ、座席の幅を現状の40センチから45センチに広げること、および、照明の明度不足を解消するための増強工事を、翌年6月までに行うと群馬県から発表された。また、座席の増幅によって収容人数がJ2規定の10,000席を割ることから、合わせて座席の増設も発表された。ただし、この時点ではあくまでもJ2の基準を満たすための改修であり、将来、J1基準のための改修を妨げないことを考慮した改修であると強調された。
- 2012年2月1日付け上毛新聞紙面にて、県は新年度からJ1規格への改修に取り組む方針を固めたと発表された。収容人数を5,000席増の15,000席とする設計に取り掛かり、2012年の成績次第では年内にもJ1規格に向けた改修を開始する。県は2月現在、座席の拡大などJ2新規格への改修を進めているが、ザスパ草津（ザスパクサツ群馬）が昨季好調な成績を収め来季のJ1昇格も視野に入ってきたことから、早急な対応が必要と判断した。まずは座席増幅にともなう座席数不足を解消し、これまでと同じ10,000席（J2規格）を確保するため、芝生となっている南北サイドスタンドの前半分を座席にする。さらにJ1規格に対応するためには、立ち見席を含め15,000人以上（芝生席を除く）収容できることが条件になることから、サイドスタンドの後ろ半分や、スタジアム北東および南東にある二つの出入り口をスタンド化することを検討している。
- 2013年3月15日付け上毛新聞紙面にて、2014年2月の完成に向けて、県がJ1規格への改修を計画していることが明らかになった。記事によると、14億円を投入し、グラウンド南北のサイドスタンド外側に座席及び立見席5,580席を増設、併せて新しい電光掲示板を設置する。2013年8月に工事が開始された。これを受けて、ザスパクサツ群馬は2014年度のJリーグライセンス申請のJ1ライセンスを取得した。

## 開催された主なイベント・大会

### 陸上競技
- ぐんま県民マラソン
- 群馬県高校総体
- 第22回全国高等学校総合体育大会陸上競技大会（インターハイ、1969年）
- 第38回国民体育大会（陸上競技）（あかぎ国体、1983年）
- 日本ジュニア陸上競技会（2003年）
- 第31回全日本中学校陸上競技選手権大会（2004年）

### サッカー
- ザスパ群馬のホームゲーム
- 天皇杯全日本サッカー選手権大会
- アルテ高崎の公式戦（-2005年）
- 日本・イタリア国交樹立150周年記念親善試合「ユベントスレジェンズ対ジャパンレジェンズ」（2016年）
- 全国高校サッカー選手権大会群馬県予選
- ミルクカップGTV少年サッカー大会

### その他
- ねんりんピックぐんま総合開会式（2004年）

## アクセス

### その他
- ザスパクサツ群馬はホームゲーム開催時に前橋駅南口（東横イン前）から有料シャトルバスを運行している。

- ザスパがJリーグに入会した2005年はJR上越線・群馬総社駅およびJR渋川駅を発着するシャトルバス[9]、2017年までは高崎駅を発着するシャトルバス[10]、2019年までは前橋駅北口発着中央前橋駅経由のシャトルバスが運行されていたが、既に廃止されている。

## フォトギャラリー

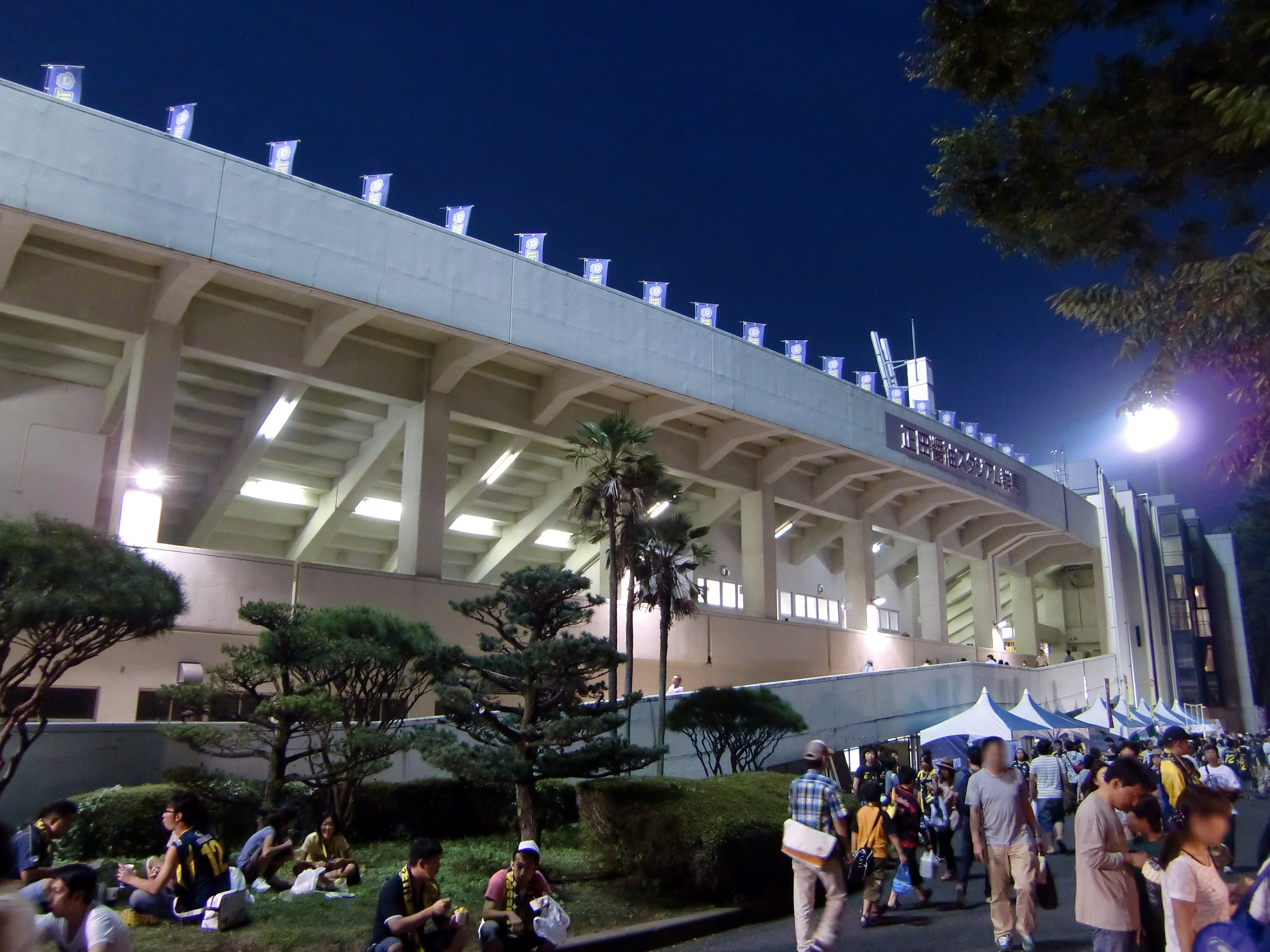
メインスタンド外観
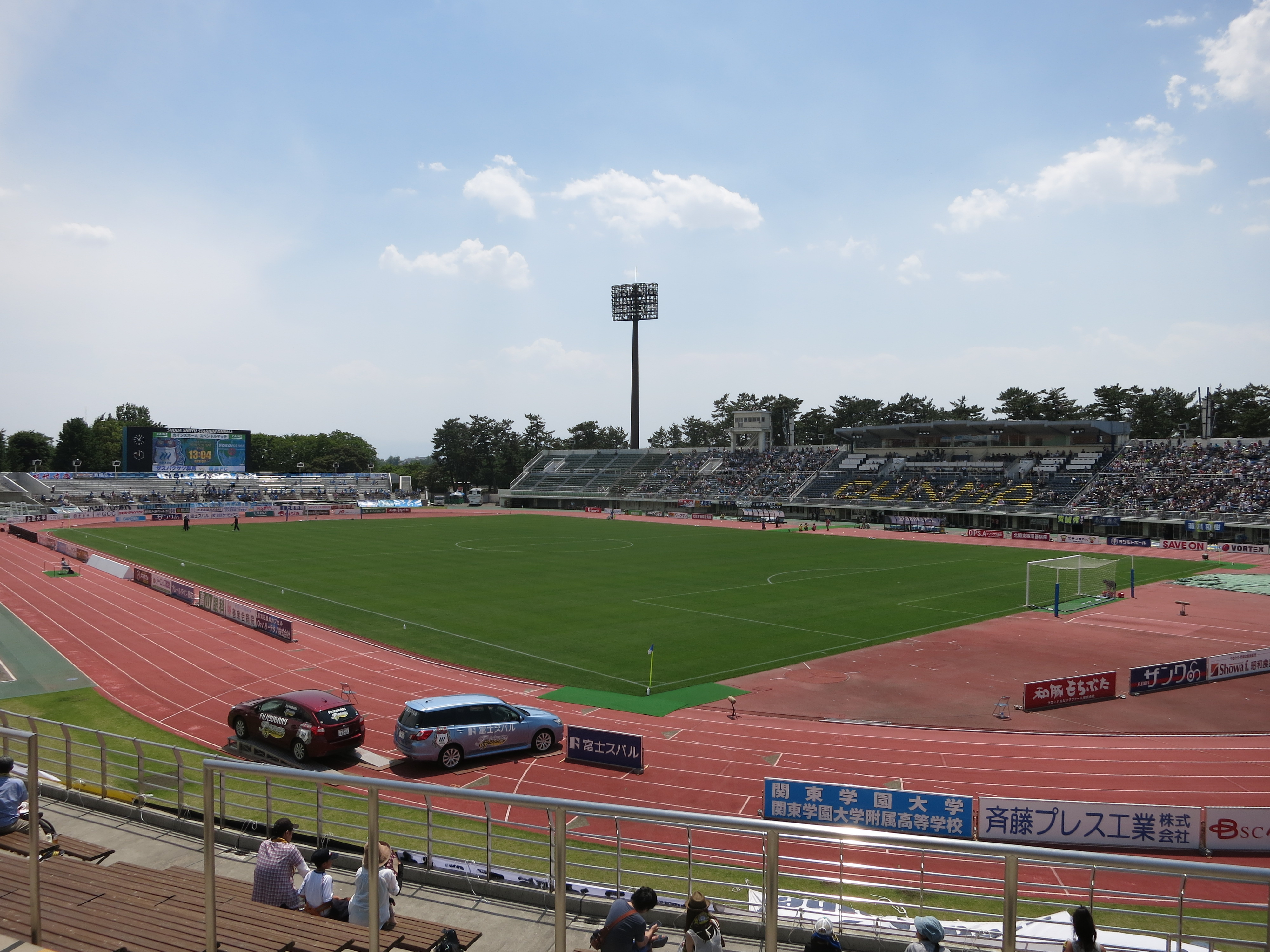
バックスタンドからメインスタンドを見る
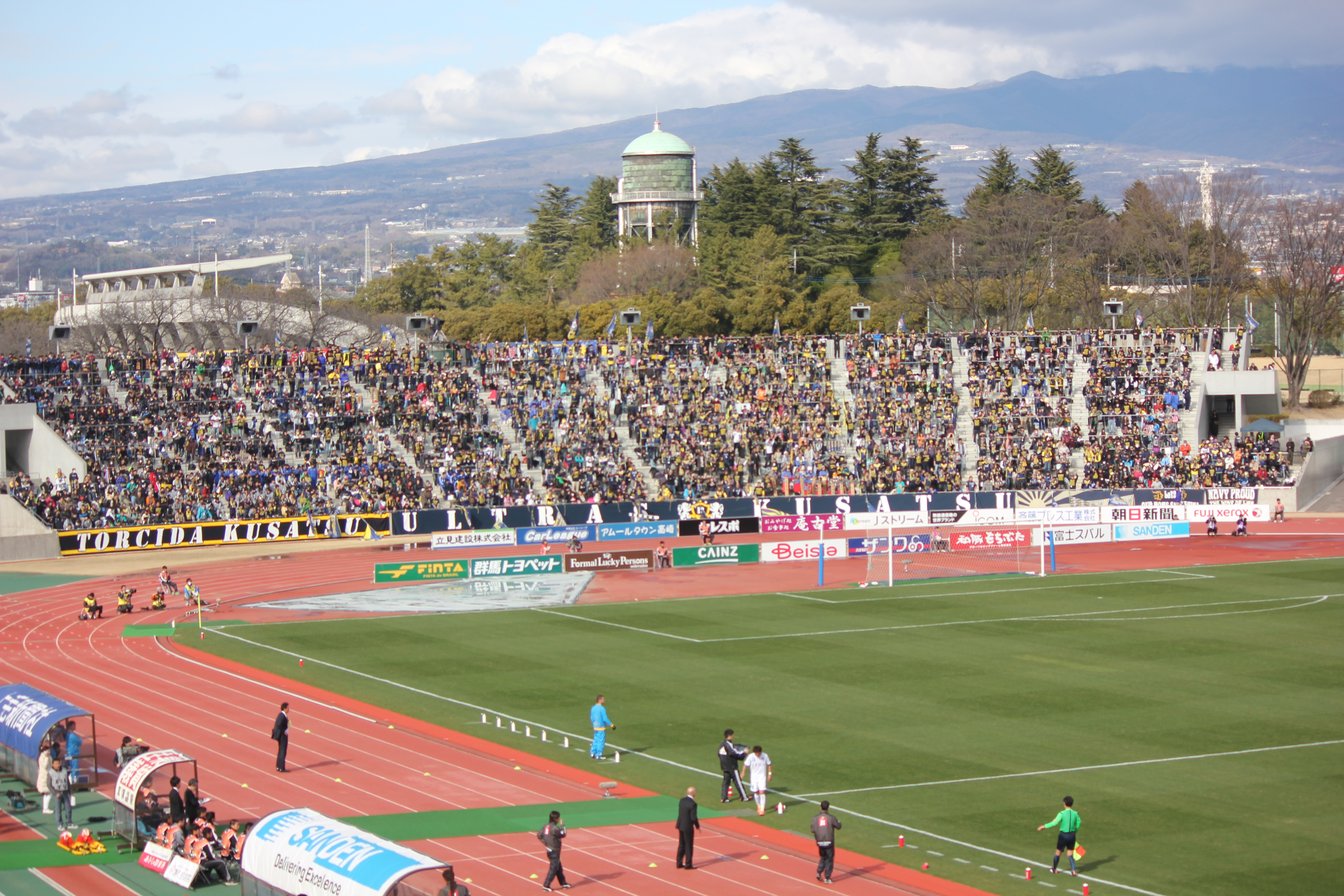
北側サイドスタンドのザスパクサツ群馬サポーター